# Сходження на Фудзіяму
«Сходження на Фудзіяму» — радянський художній фільм 1988 року, знятий режисером Болотбеком Шамшиєвим на кіностудії «Киргизфільм».

## Сюжет
За мотивами однойменної п'єси К. Мухамеджанова та Ч. Айтматова. П'ятеро друзів — Мамбет, Досберген, Йосип, Ісабек і Сабил — разом навчалися у школі. Разом пішли на фронт, разом воювали. Але, коли Сабил написав поему, яка не відповідає канонам офіційної ідеології, хтось із друзів зрадив його, і Сабил опинився за ґратами. Тепер його реабілітовано. Але, вийшовши з в'язниці та не відчувши дружньої підтримки, він спився. Якось його колишні друзі разом із дружинами та старою вчителькою зібралися відзначити травневі свята на горі Каркульній. Розмови друзів про зраду і злочинне замовчування потрясли стару вчительку. Застілля невдовзі перейшло у п'яний розгул. Зло, вчинене багато років тому, призвело до нових людських жертв.

## У ролях
- Сабіра Кумушалієва — Айша-Апа, вчителька
- Айтурган Темірова — Гульджан, акторка, дружина Ісабека
- Гульсара Ажибекова — Алмагуль, вчителька географії, дружина Досбергена
- Лідія Каденова — Анвар лікар, дружина Мамбета
- Муканбет Токтобаєв — Мамбет, вчитель історії
- Кудайберген Султанбаєв — Йосип Татайович, історик, доктор наук
- Раїмбек Сейтметов — Ісабек, письменник
- Орозбек Кутманалієв — Досберген, агроном
- Аліман Джангорозова — епізод
- Б. Тармалова — епізод
- Акилбек Мураталієв — епізод
- Азамат Молдабаєв — епізод
- Еміль Борончієв — епізод
- Марат Жантелієв — епізод
- Д. Молдожанова — епізод
- С. Мусуралієв — епізод
- Марс Кутманалієв — епізод
- К. Намазалієв — епізод
- Д. Токтобаєв — епізод
- Н. Омуров — епізод

## Знімальна група
- Режисер — Болотбек Шамшиєв
- Сценаристи — Чингіз Айтматов, Болотбек Шамшиєв
- Оператор — Мурат Алієв
- Композитор — Олег Янченко
- Художники — Володимир Горовий, Кошмак Коргонбаєв